# NGC 3310
NGC 3310 è una galassia a spirale distante 42 milioni di anni luce situata nella costellazione dell'Orsa Maggiore.
Diversamente dalla maggior parte delle galassie, nelle quali i processi di formazione stellare sono abbastanza lenti, in NGC 3310 sta succedendo il contrario: si tratta infatti di una galassia starburst, dove i fenomeni sopracitati sono molto rapidi. Il telescopio spaziale Hubble ha individuato centinaia di ammassi stellari nei bracci a spirale, all'interno dei quali il numero di stelle può raggiungere anche il milione; la loro età è compresa tra 1 e 100 milioni di anni. Inoltre, centinaia di altre stelle massicce sono sparse per tutta la galassia. Si pensa che, centinaia di milioni di anni fa, una collisione con un'altra galassia abbia innescato i processi di formazione stellare.
Questo rimette in discussione l'ipotesi comunemente accettata che i processi di formazione di stelle siano brevi episodi dopo collisioni galattiche, suggerendo che essi possano estendersi per un arco di tempo ben più lungo.